# Mateo de Villavieja
Mateo de Villavieja, de nombre completo Mateo Torres Villavieja, (Sigüenza, c. 1675 - El Burgo de Osma, 28 de octubre de 1728) fue un compositor y maestro de capilla español.

## Vida
Mateo Torres Villavieja nació en Sigüenza, en la provincia de Guadalajara, en fecha desconocida. Era hermano de José Torres Villavieja, que posteriormente sería maestro de capilla de la Catedral de Calahorra. Es de suponer que se formó musicalmente en la capilla de música de la catedral local.
Miguel de Ambiela dejó el magisterio de la Colegiata de Daroca a principios de 1686 para ocupar el mismo cargo en la Catedral de Lérida. El cabildo borjano organizó unas oposiciones que se celebraron el 12 de octubre, a las que debían presentarse dos candidatos, el maestro de capilla del Monasterio de San Juan de la Peña y Villavieja. Por ausencia del primero, Villavieja fue examinado en solitario y fue nombrado como maestro de capilla.

A 12 de octubre se examinó para maestro de capilla a Matheo Valdi viejo, natural de Sigüenza, solo, por no haber venido el maestro de San Juan de la Peña. Examináronle el Racionero Montestruque y Gabriel Colón, e hicieron relación al cabildo de su suficiencia, con que quedó provisto en el magisterio dicho día.

De la documentación de las oposiciones se deduce que fue su primer cargo, en el que solo permaneció seis años. Lo sucedería su hermano, José Torres y Villavieja, que tomó posesión el 31 de octubre de 1692.
En 1692 el magisterio de la Catedral de El Burgo de Osma había quedado vacante tras la partida del maestro Tomás Micieces, el menor, que se había desplazado a la Catedral de Zaragoza. Llegaron varias cartas de recomendación a El Burgo de Osma, pero finalmente se celebraron oposiciones para ocupar el cargo. Se presentaron, además de Villavieja y otros, Domingo Jiménez, maestro de la Real Colegiata del Santo Sepulcro de Calatayud; Julián Martínez Díaz, maestro de la Colegiata de Jerez de la Frontera; y Carlos García desde Burgos. Los problemas comenzaron con que algunos candidatos no llegaban a los 21 años necesarios para obtener una ración. Los ejercicios se realizaron en dos días, incluida la composición de un motete, que fueron juzgadas por el racionero Berdones, el contralto Simón de Salazar y el corneta Gabriel Grande. Las ayudas para el regreso de los candidatos fue el siguiente:

[...] para el maestro de Urgel, que ha venido de Barcelona, 250 reales; a los que han venido de Valencia y Oviedo, a 200 reales; y a los que han venido de Madrid, Vitoria, Daroca, Nájera y Cuenca, a 150 reales.

Salió ganador Villavieja, que tomó posesión del cargo el 11 de diciembre de 1692, donde enseguida comenzó con las lecciones de música. Tuvo algunos incidentes con el cabildo, que le recriminó «lo mal que han parecido la fiesta [de Navidad de 1696] que han cantado». Al parecer se descuidan los ensayos o las pruebas de los motetes y los villancicos son reiterativos. En 1699, por razones desconocidas, el maestro de Zamora, Juan García de Salazar, envió los motetes al cabildo de Osma. Hacia 1703 llegó al cabildo una carta de José de Torres, que publicitaba su nuevo «libro de facistol», hecho «al estilo moderno», que no fue muy del gusto del maestro Villavieja, que se opuso a la compra.
En 1718 se presentó a las oposiciones del magisterio de la Catedral de Salamanca, uno de los magisterios más importantes de España, teniendo en cuenta que a menudo se conjugaba con la cátedra de música de la Universidad de Salamanca. Vijjavieja compitió con Francisco Antonio Yanguas, maestro de Santiago; José Cáseda, maestro de Sigüenza; Alonso Tomé Cobaleda, maestro de Zamora; Fabián Clemente, maestro de Ciudad Rodrigo; Fermín de Arizmendi, maestro de Ávila; Diego de las Muelas, maestro de Astorga; Blas de Cáseda, maestro de Santo Domingo de la Calzada; Simón de Araya, maestro de León; Pedro Rodrigo músico de Madrid; Lorenzo Romero, músico de Madrid; Pedro Felipe de Arteaga y Valdés, músico de Madrid, y Bartolomé Remacha, músico de Madrid. El cargo sería finalemnte para Antonio de Yanguas.
En 1725 Villavieja solicitó dejar el magisterio de capilla, ya que llevaba 32 años y 5 meses en el cargo y tenía 50 años. Mateo de Villavieja fallecería el 28 de octubre de 1728 en El Burgo de Osma y fue enterado al día siguiente en la catedral. El maestro dejó sus obras manuscritas a la catedral.

## Obra
No se conservan composiciones de Villavieja en Osma, sino en la Catedral de Palencia, donde posiblemente las llevara el maestro palentino, discípulo burjense de Villavieja, Francisco Pascual Ramírez. También se conserva el escrito musical Carta en el elogio del maestro don Francisco Valls (1716), en la que se posiciones a favor de Francisco Valls en la polémica Valls-Martínez, adoptando así posiciones más progresistas en los gustos musicales.
Entre sus composiciones religiosas conservadas, se cuentan tres cantatas: Déjenme llorar, Dulce interior violencia y Si a conquistar corazones, además de diversos villancicos a 3, 4 y 8 voces.